# Œufs à la tomate
Les œufs à la tomate, œufs à la sauce tomate sont une préparation d'œufs frits, pochés, durs, brouillés, en omelette traditionnellement avec des tomates cuites. Elle s'est diffusée en Europe avec l'usage de la tomate en cuisine au XIXe siècle. La salade de tomates crues et d'œufs durs est une composante de l'alimentation traditionnelle attestée en Bretagne, elle est la base de salades composées ou de tomates crues farcies de macédoines comprenant des œufs durs.

## Histoire
Les œufs à la tomate sont un Entremets fréquent chez Carême (1815), un des 32 entremets du Menu d'été est œufs frits sauce tomate. Œufs pochés à la tomate est un entremets du Menu du 30 septembre (1822). Le Traité de la préparation des substances alimentaires (1830) écrit «Œufs frits - Entrée. Se servent comme les œufs pochés. On les sert aussi avec du jus, ou avec une sauce piquante, ou une sauce tomate» texte qui sera repris par divers auteurs dont Cousin d'Avallon. La comtesse de Travanet (1893) met en entrée du repas de chasseurs des œufs frits à la purée de tomates fraiches. En 1836, Aglaé Adanson donne pour la première fois des œufs brouillés aux tomates (brouillés dans une sauce tomate).
En Italie, en 1841 le Codice gastrologico economico introduit la Torta di Pomodoro qui sont des œufs battus sur de la sauce tomate, cuits au four avec du parmesan et en 1845 Giovanni Brizzi mentionne une curieuse recette de Roselle qui est faite d'omelettes aux épinards avec une riche sauce tomate.
En anglais suivent en 1852 (The Ladies' New Book of Cookery) les Eggs and Tomatoes œufs simplement cassés et brouillés dans une poêle où on frit oignons et tomates, le Peterson's Magazine de 1871 donne la même recette Tomatoes and Eggs qu'il qualifie de plat espagnol. Probablement à cause de l'éloge que faisait John Cassel (1855) d'une omelette sur tranches de tomates frites garnie jambon «plat très courant en Espagne, et, à mon avis, c'est un aliment pour un empereur, même si je dois avouer que j'ai vu beaucoup d'Anglais faire des grimaces à ce sujet. On me dit que mon amour pour Huevos e Tomates est lié à une association d'idées, me ramenant à la Sierra Nevada et aux ruines arabes». Ricardo de la Vega, poète espagnol avait rimé la recette des Huevos e Tomate (sans jambon) «faire frire les deux dans une poêle l'un après l'autre ou l'une après l'autre ou les deux en même temps» (1891).
La fin du siècle et le début du XXe sont l'apogée de l'œuf à la tomate: Ferdinand Grandi (1878) décrit les Œufs en robe de chambre (œuf poché dans une pâte frite servi avec sauce tomate), Alfred Suzanne (1903) publie les Œufs en tomates à la Portugaise (œuf cuit au four dans une tomate évidée) et il sert ses œufs frits à la sauce tomate sur une purée de pomme de terre et avec du jambon, recette très proche de ses Œufs frits à l'Espagnole (sur des croutons grillés). A. Bautte les présente simplement avec du persil frit et une saucière de sauce tomate, il donne aussi des Œufs durs à la purée de tomate froids et d'autres chauds (demi œuf dur chaud, sur un crouton avec 1/2 tomate grillée et nappé d'un coulis de tomate, les œufs brouillés aux tomates: une tomate moyenne pour 3 œufs alors qu'il met 1 tomate pour 2 œufs dans son omelette aux tomates). Escoffier donne pour 6 à 8 œufs brouillés 2 ou 3 tomates pelées, épépinées, hachées et sautées au beurre. Paul Bocuse, 1 tomate par œuf et basilic en finition.

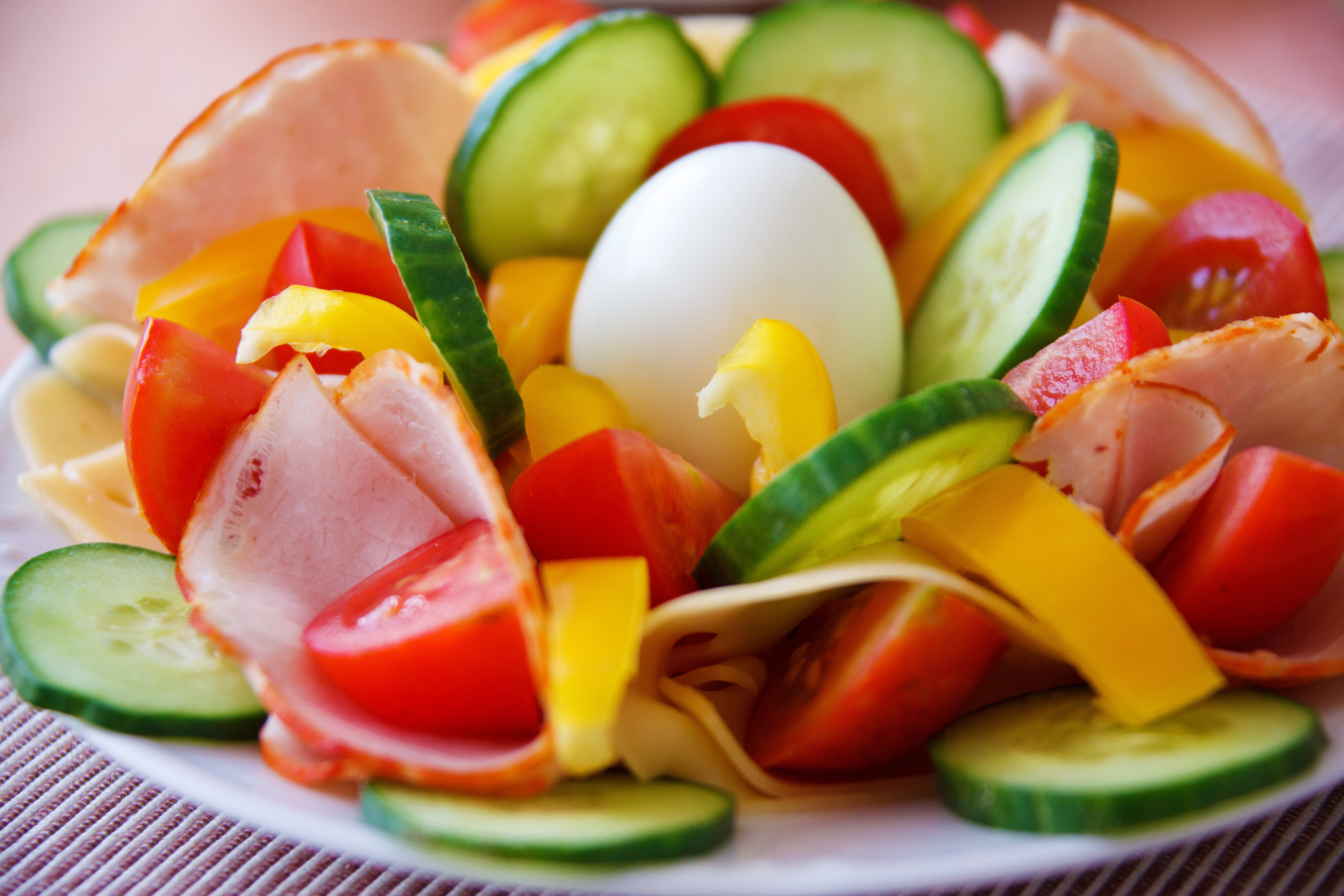
Œuf dur avec une salade mixte

La présence attestée de la tomate crue est plus tardive. En 1828, le Manual del cocinero donne une tomates rellenos crues, froides, avec une farce de persil, concombre, œuf dur, câpres et cornichons, accompagnées d'anchois. George Woodberry confirme l'usage espagnol au souper (1896) avec des œufs durs apprêtés avec de l'ail et des tomates, la même année G. des Godins de Souhesmes mentionne avec étonnement dans un repas turc des tomates en salade farcies de mie de pain, d'œufs durs, de riz et de fines herbes. Le diner breton traditionnel (avant 1914) et l'actuel comprennent une salade de tomates et d’œufs durs, elle est mentionnée dans un menu du Gaulois en 1877.

## Œufs et tomates cuites
La forme simple est l'œuf sauce tomate: tomates cuites 10 min avec de l'huile d'olive sur lesquelles on casse des œufs qui sont cuits comme des œufs au plat. La tomate cuite peut être enrichie d'oignon et de basilic. La graisse d'oie remplace l'huile dans la cuisine gasconne.
A. Bautte sert une sauce tomate en saucière aux côtés des œufs frits, l'omelette aux tomates se fait en ajoutant de la sauce tomate aux œufs battus et en accompagnant l'omelette de sauce tomate. Les apports récents sont les œufs-tomate en cocotte, le flan d'œufs à la tomate, l'œuf cuit basse température dans une tomate (E. Fréchon).

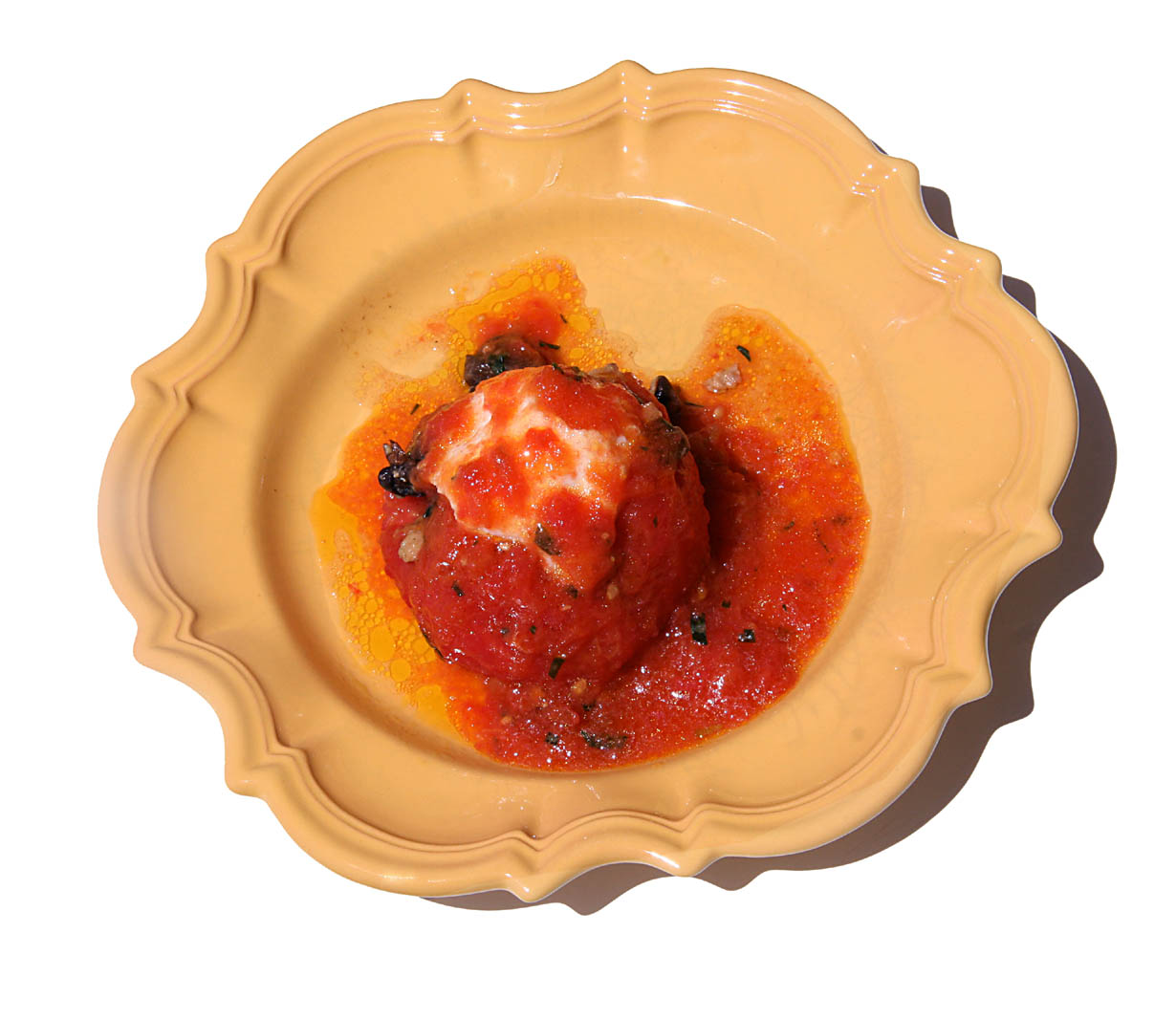
Œuf à la cardinal, œuf poché sauce cardinal (tomate, estragon)

Les œufs à la cardinal sont une recette savante de la vielle cuisine française: la tomate est pelée, évidée et pochée, ou y met un œuf lui aussi poché et on nappe la tout d'une sauce tomate à l'estragon ou d'une sauce cardinal ou d'une garniture cardinal (truffes, de homard, foie gras, etc.) variable selon les auteurs.

### La sauce tomate et ketchup
La sauce tomate connait différents modes de préparation. Très tôt la méthode américaine avec du jambon, du poivre de Cayenne, du sucre et du jus de citron diffère de la française avec persil, thym et beurre. La cuisine américaine, dès les XVIIIe siècle donne une importante variante : le ketchup à la tomate (Tomato ketchup) au vinaigre, épicé (clou de girofle, piment). Le ketchup est devenu un condiment systématique des œufs («avec un petit pain et du beurre») en Amérique du Nord, avec aussi Worcestershire sauce, moutarde et sauce piquante.

### Ratatouille et variantes

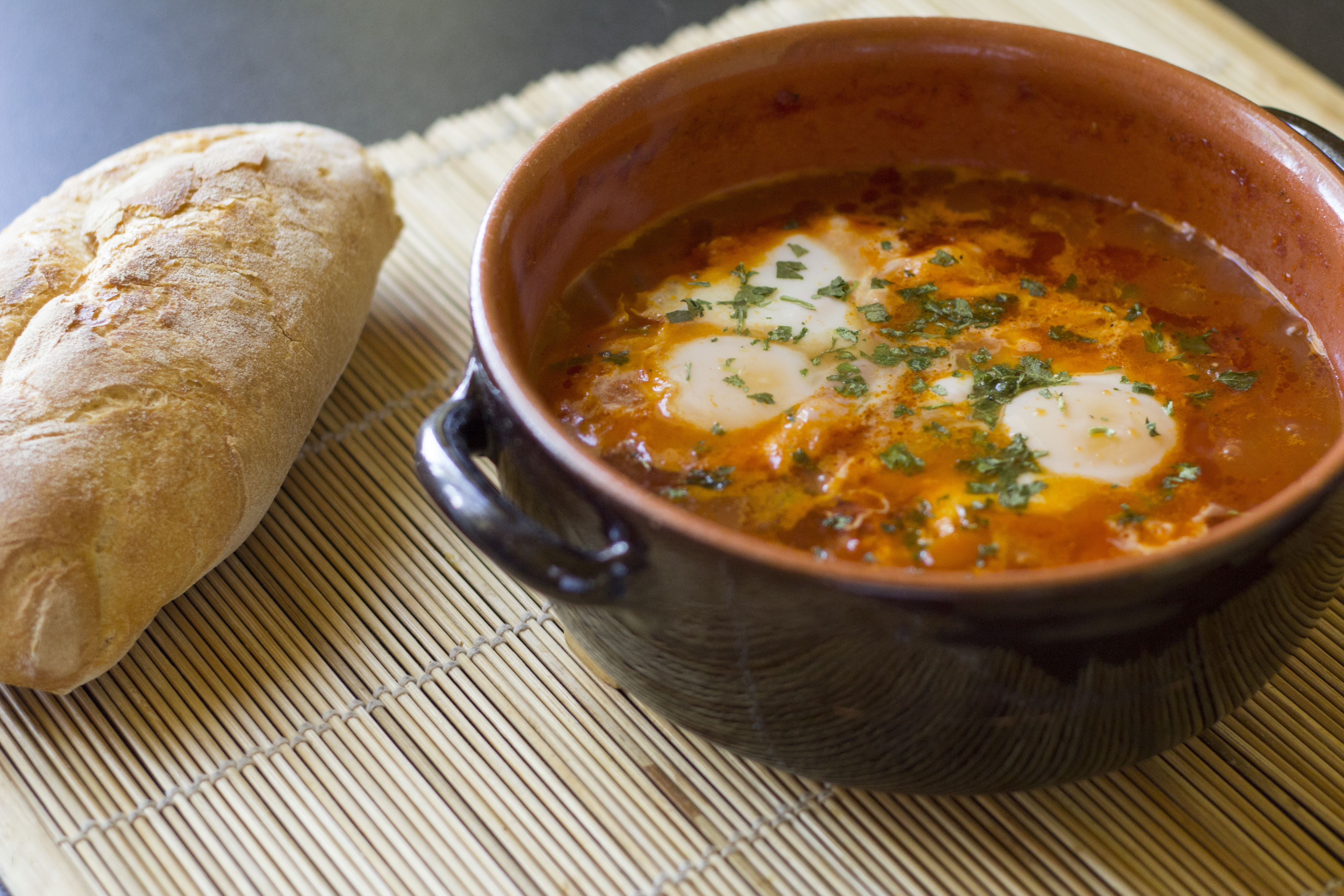
Shakshuka ou chakchouka

La ratatouille et la chakchouka (œufs au plat sur un lit de tomates, poivrons et oignons cuits préalablement) attestée depuis la XXe siècle, la riste, la chichoumeille, la bohémienne, la piperade, la frita, le Pisto manchego, l'Ojja tunisienne, les œufs brouillés à la turque (aubergine farcie d'œufs brouillés à la tomate), sont présents sous de multiples variantes dans la cuisine méditerranéenne et du Moyen-Orient, bien épicée dans le petit déjeuner d'Israël. En Turquie le Menemen (œufs, tomates, poivrons verts) est lui complété d'épices, de fromage blanc, etc.

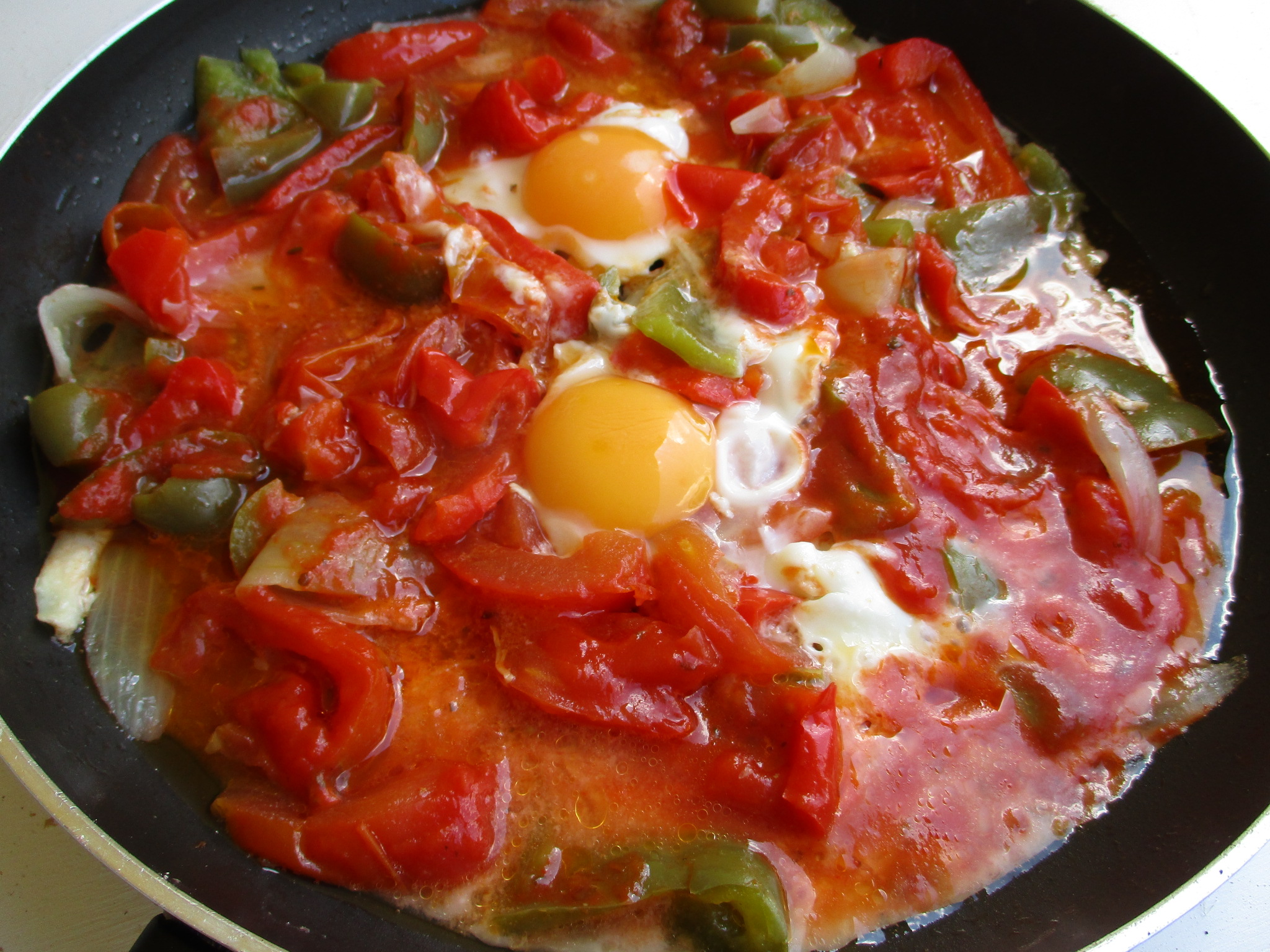
Œufs cuit dans une piperade

Les Huevos rancheros mexicains sont des d'œufs au plat recouvertes de sauce tomate épicée servis dans une tortilla de maïs.
Les 番茄炒蛋/番茄炒鸡蛋/西紅柿炒雞蛋 (Fānqié chǎo dàn/fānqié chǎo jīdàn/xīhóngshì chǎo jīdàn) chinois tomates sautées et œufs brouillés sont un mélange d'œufs brouillés et de morceaux de tomates au wok.
La piperade (oignon, tomate, poivron, piment) est une garniture souvent servie comme accompagnement d'œufs, on y cuit aussi des œufs comme au plat.

### Œuf, tomate, saucisse

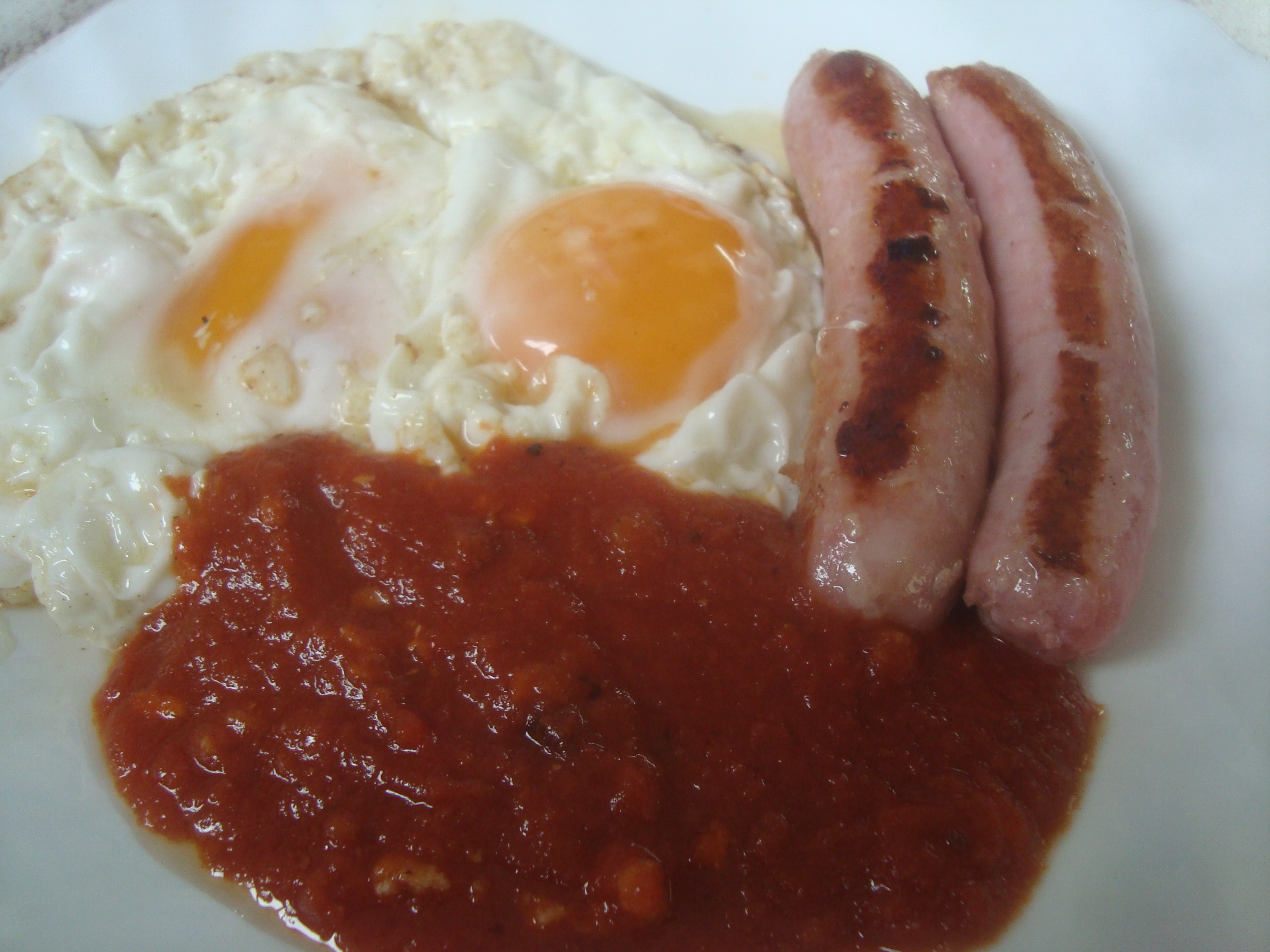
Petit déjeuner à Valence

Prosper Salles (1900) baptise Œufs sur le Plat Bercy des œufs au plat avec des saucisses Chipolata grillées et un cordon de sauce tomates (ils deviennent les Œufs Bercy en 1910 et sont repris par Escoffier) et Œufs sur le Plat Rothomago où une tranche de jambon sautée remplace les chipolatas. Ce classique est indémodable, la version contemporaine est à la saucisse fumée et au vinaigre balsamique. La version italienne est l'uova in purgatoria avec une saucisse épicée. Tous types de saucisses sont autorisés (saucisses cocktail, chorizo, Œufs dur sauce tomate à la saucisse de Toulouse).
Le petit déjeuner valencien traditionnel est une assiette d'œufs frits avec des tomates cuites et  des longanizas (saucisses).

### Soupe aux tomates et aux œufs

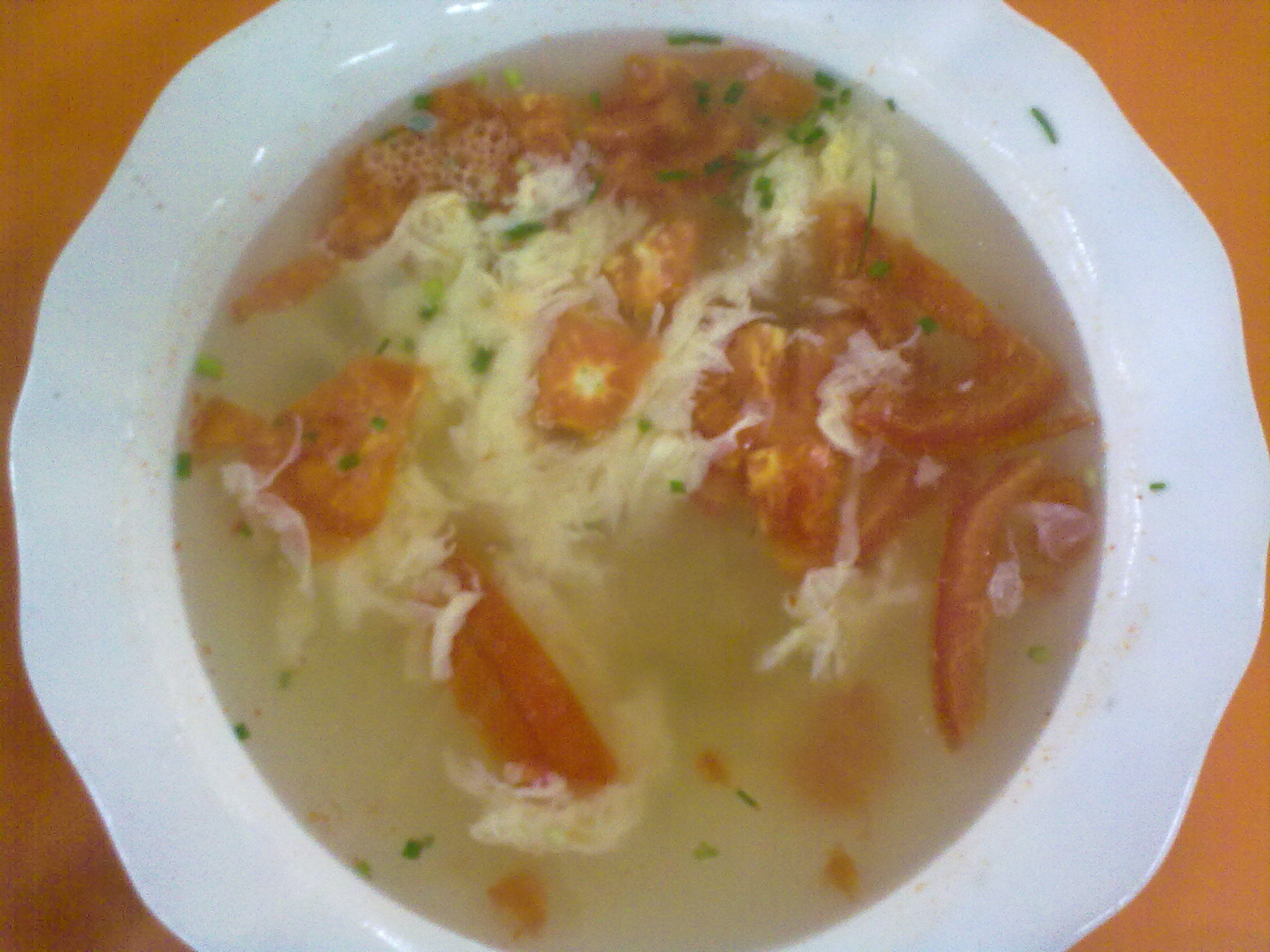
Soupe chinoise aux tomates et aux œufs

La soupe aux tomates et aux œufs est une soupe chinoise 番茄蛋汤 (Fānqié dàn tāng) faite de tomates en morceaux et d'oignons verts cuits à l'eau avec un peu d'huile. On y verse des œufs battus quelques minutes avant de la servir. Cette soupe peut contenir des pates.
La sopa de tomate portugaise se sert avec des œufs pochés.

## Œufs et tomate crue

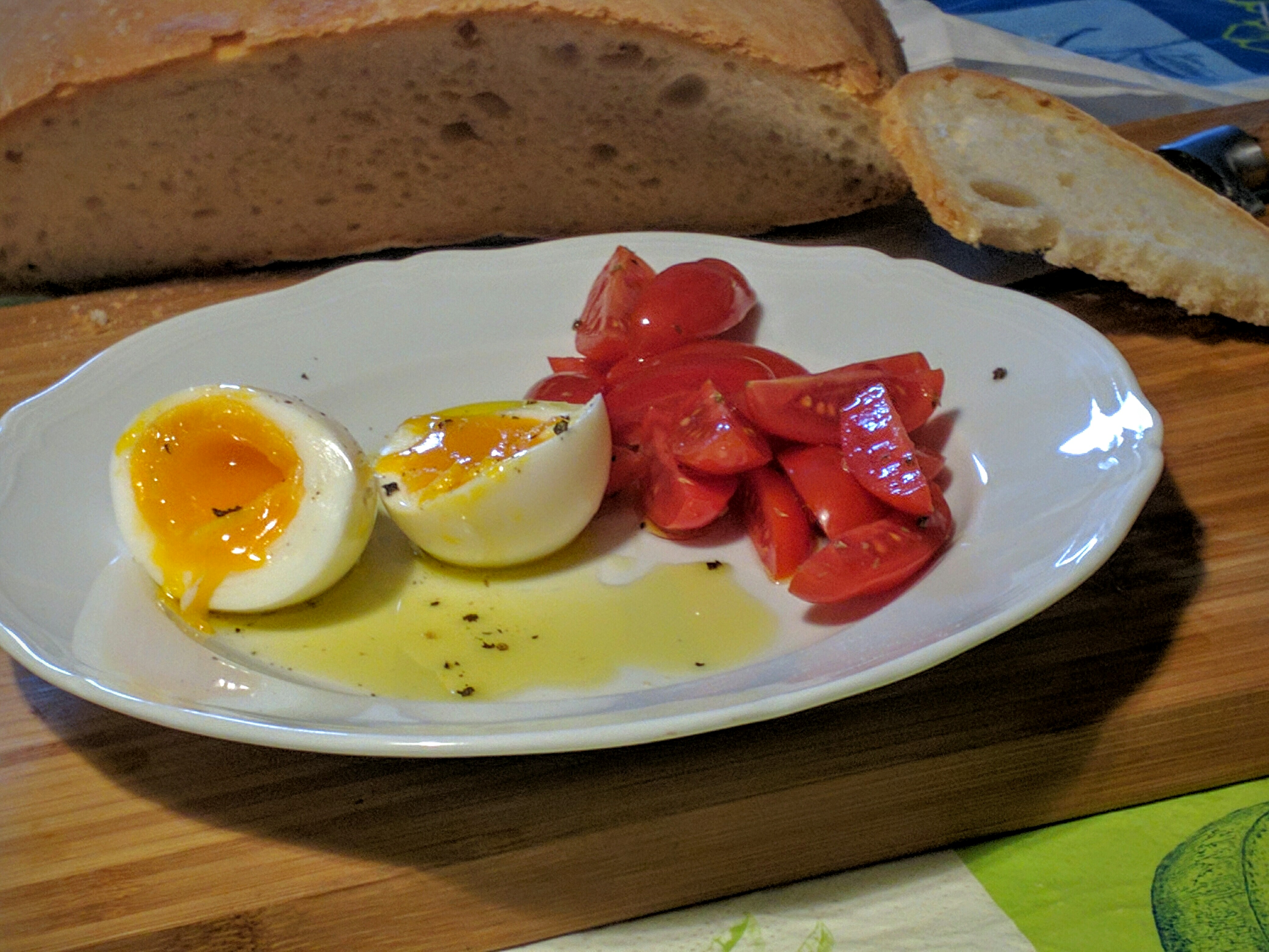
Œuf mollet, tomates en salade

La salade de tomates avec des rondelles d'œuf dur est un archétype de la cuisine du dernier moment. Alfred Guérot (1952) propose des tomates farcies aux œufs durs à la sauce mayonnaise comme hors d'œuvre froid d'été. Le rapprochement tomate - œuf dur froid appelle souvent le thon: tomate farcie au thon et à l'œuf dur, thon à l'huile, œuf dur, vinaigrette et persil entourés de tomates constituent la salade bretonne chez Édouard Nignon (1924). Avec de l'origan ou des câpres en Espagne.
Les garnitures et condiments de la salade de tomates aux œufs durs ou des tomates farcies aux œufs durs sont les anchois, le basilic, les sardines.
Ces assemblages conduisent aux salades composées (salade niçoise).